# GLS

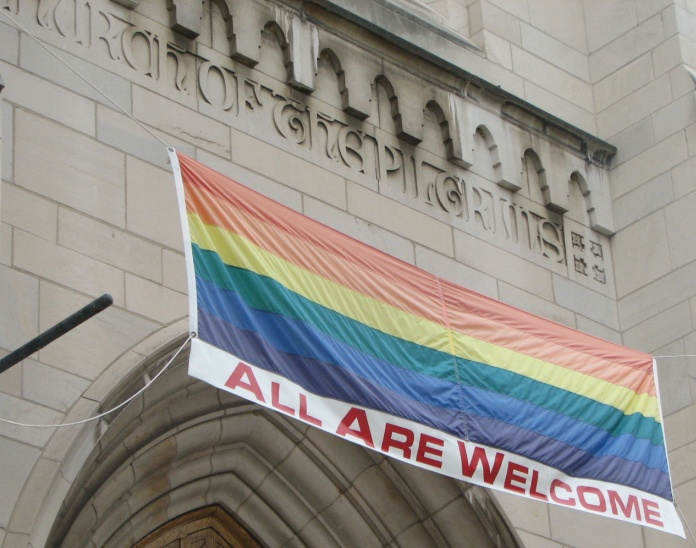

GLS é o acrônimo de gays, lésbicas e simpatizantes, frequentemente usada no Brasil para definir espaços, produtos, serviços e locais destinados ao público homossexual, como por exemplo, um bar ou "boate GLS", assim como no inglês "gay-friendly". O termo simpatizante refere-se a heterossexuais (e outras pessoas não-heterossexuais que não são gays ou lésbicas) que simpatizam com a causa. GLS é, portanto, um conceito referente ao segmento de mercado e a expressão pode ser aplicada para classificar espaços e eventos voltados para consumidores gays, lésbicas e qualquer outro que deseje fazer uso destes, ou seja, os simpatizantes.
O termo GLS foi usado em 1994 por Suzy Capó, jornalista, atriz, ativista e empresária, durante os preparativos do Festival Mix Brasil, circuito alternativo de cinema também criado por ela, junto a André Fischer. Foi criado como um termo mercadológico de fácil aceitação pelo público do festival de filmes sobre diversidade sexual MixBrasil, e logo adotado socialmente. Há boatos que o termo vem até mesmo antes da década de 1990, nos anos de 1980, como símbolo da cultura clubber, mais conhecida pela Nation Disco Club. Há também siglas variantes em inglês parecidas com GLS, como GLA (gay & lesbian alliance, aliança gay e lésbica) e GLOW (gay, lesbian or whatever).
A sigla GLS algumas vezes é usada indiscriminadamente como sinônimo para a sigla LGBT (Lésbicas, Gays, Bissexuais, Travestis / Transexuais / Transgêneros), o que é uma impressão. Enquanto o primeiro se refere ao segmento de mercado, incluindo pessoas de qualquer orientação sexual, o segundo tem um caráter político-social, referindo-se ao conjunto das minorias sexuais e identidade de gênero divergente da designada no nascimento. A "Associação Brasileira de Gays, Lésbicas, Bissexuais, Travestis, Transexuais e Intersexos" (ABGLT) afirmou, por meio do manual de comunicação LGBT que o acrônimo GLS é excludente; pois não representa mais as diversas orientações sexuais e os gêneros (geração com fluidez de sexualidade e gênero) e, dava um protagonismo aos gays, que são apenas uma parte da comunidade.
Em 2008, no Brasil ocorreu a 1ª "Conferência Nacional de Gays, Lésbicas, Bissexuais, Travestis e Transexuais" (durante o governo do presidente Luiz Inácio Lula da Silva), onde houve uma votação que determinou que a sigla oficial do movimento/comunidade seria “LGBT” (união das minorias sociais discriminadas por questões de gênero e sexualidade). Já usado por ativistas nos Estados Unidos desde 1988, aproximadamente.